# 杏花邨站
杏花邨站是一個位於香港香港島東區白沙灣盛泰道，屬於港鐵港島綫的鐵路車站，車站鄰近港鐵柴灣車廠，於1985年5月31日啟用。

## 車站設計
杏花邨站是港島綫唯一一個地面車站，而車站旁為港鐵柴灣車廠；而其上蓋物業則為由港鐵公司管理的杏花邨以及購物中心杏花新城。

### 樓層
| -                 | 上蓋物業                      | 杏花邨、杏花新城 |   |  |
| U1                | 大堂                          | 出入口、客務中心、車站商店、自助服務、免費Wi-Fi熱點、杏花新城 |   |  |
| G                 | 月台                          | \| 側式 · 開左邊车门 \| \| \| \| \| \| \| \| 港島綫往柴灣（終點站） \| 1 \| \| \| \| 2 \| 港島綫往堅尼地城（筲箕灣） \| \| \| \| 側式 · 開左邊车门 \| \| \| \| \| |   |  |
| G                 | 港鐵柴灣車廠、A出口、杏花新城 | |   |  |
| 側式 · 開左邊车门 |                               | |   |  |
|                   |                               | 港島綫往柴灣（終點站） | 1 |  |
|                   | 2                             | 港島綫往堅尼地城（筲箕灣） |   |  |
| 側式 · 開左邊车门 |                               | |   |  |

### 大堂及出入口
杏花邨站大堂內的商店數目不多，祇有4間商店。此外車站亦設有自助服務設施。
- 車站大堂（2024年6月）
- 大堂設有圓形通風窗（2024年6月）

而杏花邨站設有兩個出入口，然而兩個出入口皆設於同一位置，故嚴格來說杏花邨站則只有一個出入口。
|                                                         |          | |      |
| 編號                                                    | 指示     | 建議前往的目的地 | 圖片 |
| 出口 · A · 1 · 盲道标志 · 同层                          | 杏花新城 | 杏花新城西翼、宣道會社區服務健康中心、啟思幼稚園、杏花邨、杏花邨俱樂部／游泳池、嶺南中學、幼童樂園協會杏花邨中心、耆康會方樹泉中心、宣道會上書房中英文幼稚園、香港青年協會、盛泰道、杏花園                   |      |
| 出口 · A · 2 · 盲道标志 · 同层                          | 杏花新城 | 杏花新城東翼、杏花邨、杏花邨遊樂場、路德會杏花邨幼兒院、香港專業教育學院（柴灣）、救世軍韋理夫人紀念學校、政府物流營運中心、城巴柴灣車廠、城巴創富道車廠、聖道明中英幼稚園暨國際幼兒園、香港高等教育科技學院 |      |
| 註： 設有於杏花新城商場內，有需要人士可經由商場進出車站 |          | |      |

### 月台
杏花邨站是港島綫唯一一個地面車站，車站設有2個相對的側式月台，而兩個月台之間亦設有梯形的水泥隔音牆壁及廣告燈箱。月台全採用紙皮石牆身，卻沒有猶如其他港島綫車站在月台牆壁掛設大型書法站名字樣。現時杏花邨站月台均已裝設月台閘門，兩個月台均各設有升降機、樓梯及一部扶手電梯。
另外，杏花邨站亦是前地鐵系統中，少數使用道碴道床（而非混凝土道床）的車站之一。（另一個是欣澳站）
- 1號月台（2021年9月）
- 2號月台（2021年9月）

### 車站藝術
杏花邨站設有一組車站藝術品，位於車站大堂。
| 杏花邨站藝術品概覽 | 杏花邨站藝術品概覽 | 杏花邨站藝術品概覽 | 杏花邨站藝術品概覽 | 杏花邨站藝術品概覽 |
| 圖片               | 藝術品             | 藝術家             | 位置               | 完成日期           |
| ------------------ | ------------------ | ------------------ | ------------------ | ------------------ |
|                    | 《人來人往》       | 馮力仁（香港）     | 車站大堂           | 2007年6月          |

## 歷史

### 車站啟用
杏花邨站原址為藍塘海峽近鯉魚門炮台的海邊，在港島綫定線設計時已計劃將該海邊填平。而車站隨港島綫金鐘至柴灣段通車而於1985年5月31日啟用，而車站承建商為青木－飛島建設聯營。然而在車站營運初期只開放月台供在港鐵柴灣車廠工作的員工使用，直至1986年10月16日杏花邨首8座住宅入伙才全面開放。
另外，在前地鐵將軍澳綫通車前，杏花邨站是前地鐵系統中位處最東端的車站。

### 車站命名
杏花邨站在通車前曾經考慮多個命名，均為：
- 白沙灣站（英語：Pak Sha Wan Station）
- 柴灣碼頭站（英語：Chai Wan Quay Station）
- 北柴灣站（英語：North Chai Wan Station）
- 阿公岩站（英語：Ah Kung Ngam Station）

### 發展
地鐵當局曾經研究港島綫支線，並由杏花邨站連接計劃前小西灣站，但因技術及成本問題而擱置。

### 加建隔音罩工程
原本列車由杏花邨站開往筲箕灣站方向時，會駛經一段露天路段才進入隧道，但該露天路段大約於1996年時因興建隔音罩被覆蓋。

### 車站翻新
而在2001年杏花新城翻新完工時，恒生銀行被編排在A1出口行人樓梯旁的杏花新城中翼商場內，與站內的銀行只有數十米之隔，於是站內銀行在2002年停止服務，該位置經翻新後，恒生銀行增設了兩部自動櫃員機。

### 月台閘門

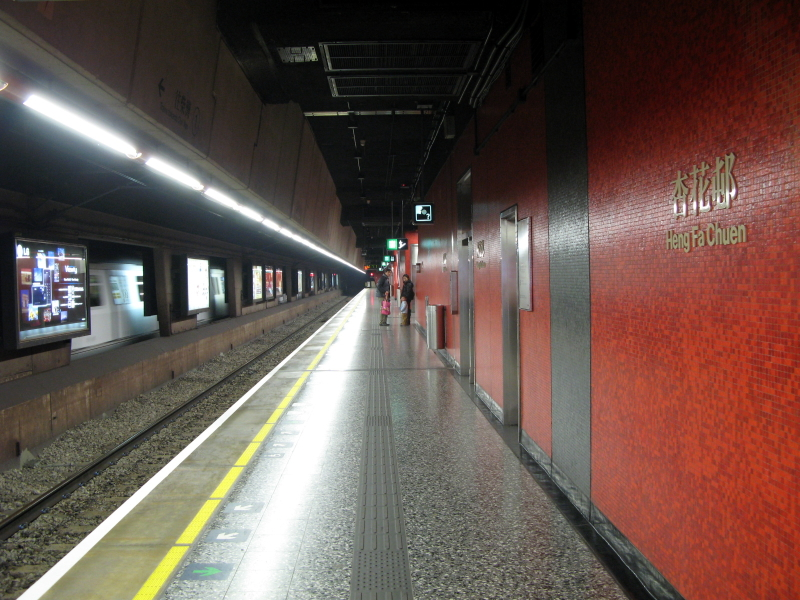
尚未安裝月台閘門的月台（2008年2月）

現時杏花邨站所有月台已完成裝上月台閘門，並已投入運作。該月台閘門與現時欣澳站所採用的月台閘門為同一設計，只有現時月台幕門的一半，約高1.5米。整個計劃於平日深夜終止服務的時間加建。車站與柴灣站屬於第一期進行月台閘門加裝工程，原計劃於2010年8月完成，但由於工程進度緩慢，最後延遲於同年12月與柴灣站才完成進行月台閘門加裝工程。

### 月台現代化工程

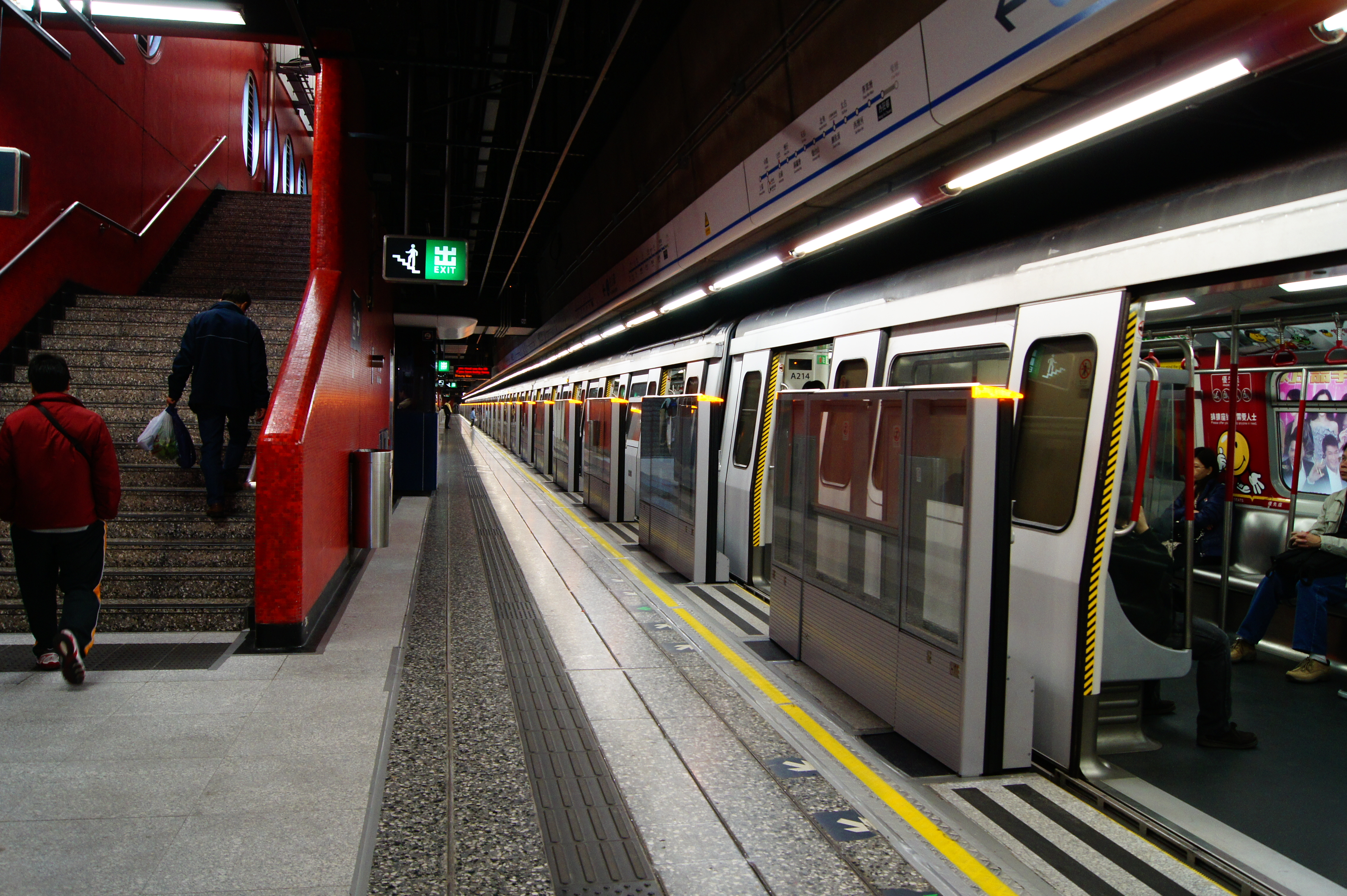
翻新前的車站月台（2011年2月）
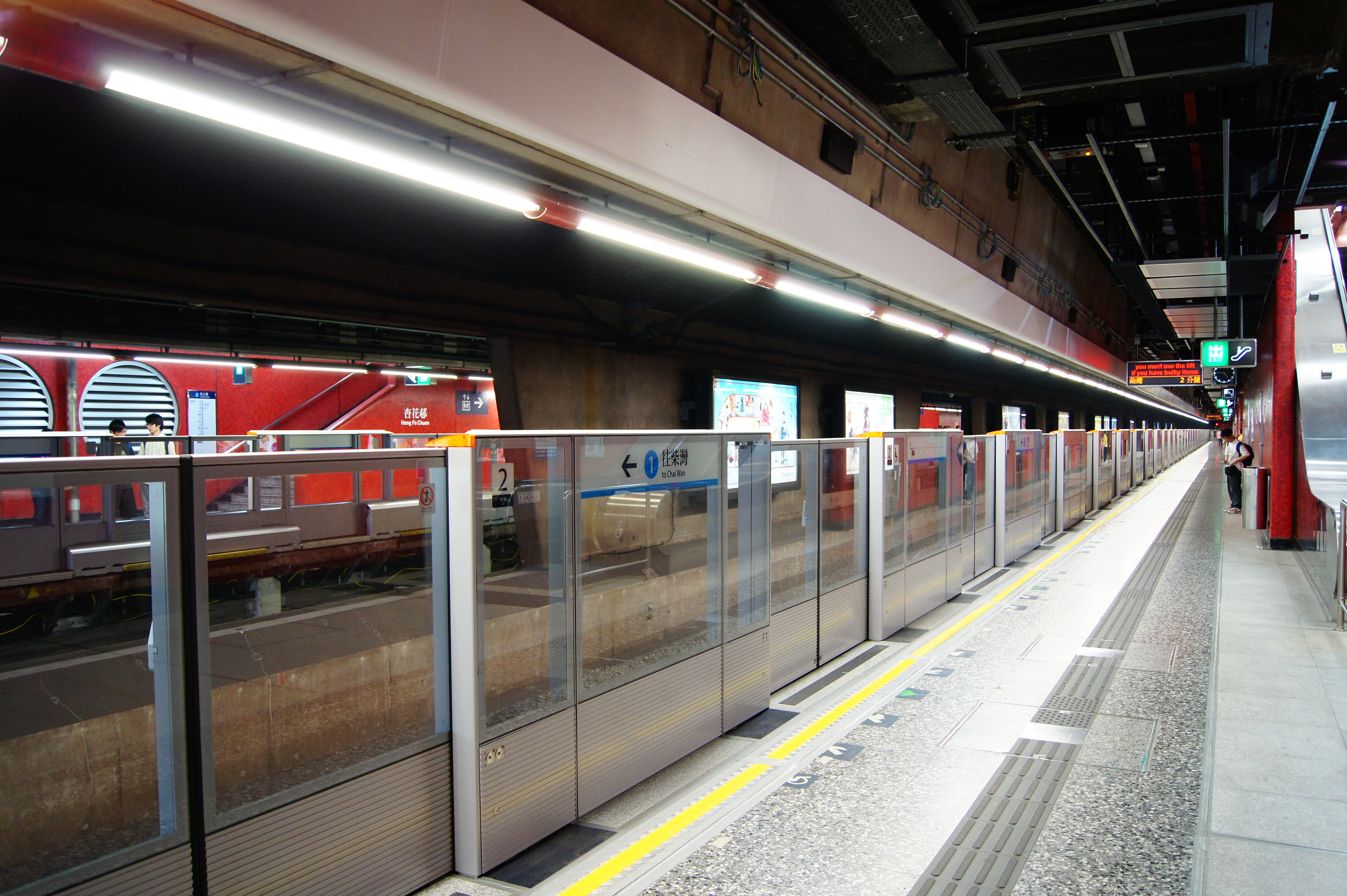
翻新後的車站月台（2011年4月）
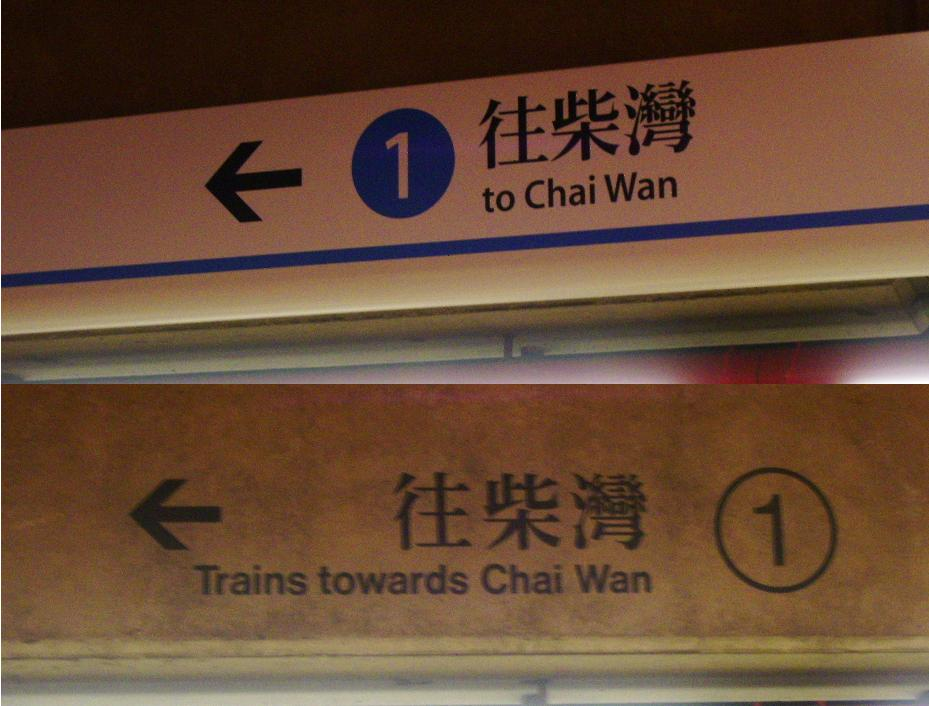
改善工程後，上為新款月台指示，下為舊款月台指示（2007年12月）

與市區綫很多非地下車站一樣，杏花邨站月台由2011年起也開始展開翻新工程，當中包括安裝假天花、改善照明，亦翻新了月台吊板，行車方向資訊改為張貼於月台閘門上。

## 外部連結
- 港鐵公司－杏花邨站街道圖（页面存档备份，存于）
- 港鐵公司－杏花邨站位置圖（页面存档备份，存于）
- 港鐵公司－杏花邨站列車服務時間（页面存档备份，存于）